# Carl Backhaus
Carl Ernst Conrad Backhaus (* 24. Dezember 1902 in Hamburg; † 25. September 1992 Großhansdorf) war Inhaber der Firma Behrens Befestigungstechnik in Ahrensburg, Vertreter eines innerbetrieblichen demokratischen Mitbestimmungsmodells (Ahrensburger Modell) und Widerstandskämpfer gegen den Nationalsozialismus.

## Werdegang

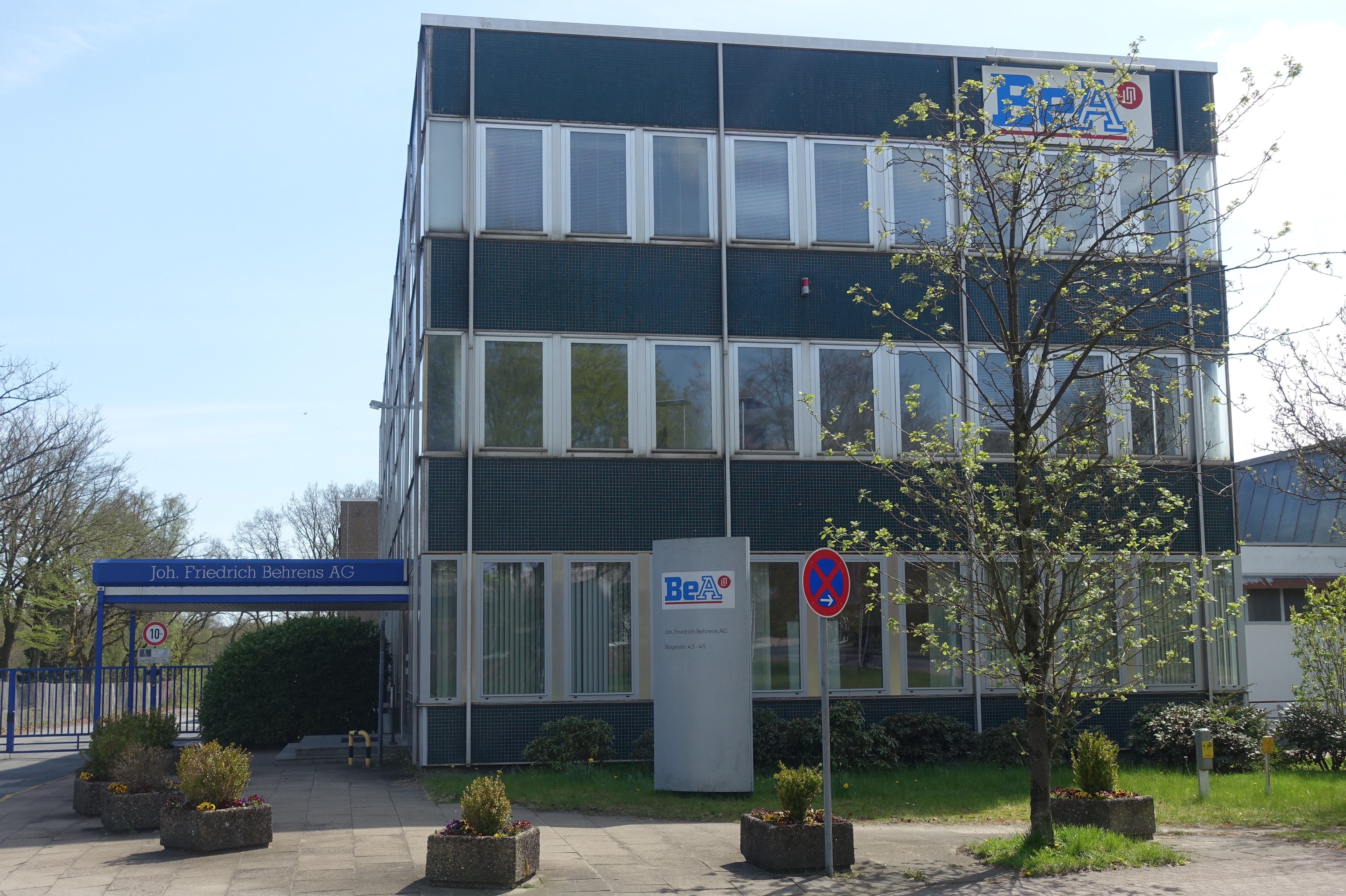
Firma Joh. Friedrich Behrens AG in Ahrensburg Bogenstraße (2021)

Backhaus kam aus einer Handwerkerfamilie in Hamburg und begann nach Abschluss der Volksschule in Hammerbrook eine kaufmännische Lehre bei einer Im- und Exportfirma, die sich hauptsächlich mit Textilien beschäftigte. Danach war er an Speditions- und Vertriebsfirmen beteiligt. In einem Schachklub lernte er Unternehmer kennen, die Gegner des Nationalsozialismus waren. Nach 1933 wurde aus dieser Gruppe eine kleine Widerstandsorganisation. Während dieser Zeit arbeitete Carl Backhaus auch für die Firma Kühne & Nagel.
Nach dem Krieg 1946 erwarb Carl Backhaus gemeinsam mit dem Schachpartner und Widerstandskämpfer Hans Rodmann die Heftklammerfabrik Joh. Friedrich Behrens. 1951 wurde die Fabrik nach Ahrensburg verlegt. Backhaus war Geschäftsführer bis 1975.
Backhaus selbst war bis zum Godesberger Programm Mitglied der SPD gewesen und als religiöser Sozialist zeitlebens um Kontakt und Austausch mit der evangelischen Kirche bemüht. Mitglied der der Deutschen Friedensunion (DFU) war er von 1960 bis 1968 und kandidierte für den Bundestag. Aufgrund seiner Aktivitäten in der DFU in Schleswig-Holstein wurde Carl Backhaus und seine Firma vom Verfassungsschutz überwacht. Backhaus musste sich einer Diffamierungskampagne erwehren, die ihm unterstellte, dass er seine Parteiarbeit mit Geldern aus der DDR finanziere, obwohl er und seine Firma Hauptfinanzierer der DFU in seinem Bundesland waren und deren Geschäftsführer Walter Pawellek (1923–2012) auf der Lohnliste der Firma Joh. Friedrich Behrens stand.
Carl Backhaus war seit 1925 verheiratet und hatte zwei Töchter.

## Ahrensburger Modell
Nach dem Zweiten Weltkrieg gründete die ehemalige Widerstandsgruppe die „Kampfgemeinschaft für totale Demokratie“. Kern ihrer Überlegungen war, dass nur eine umfassende demokratische Beteiligung der Bürger im Alltag – auch im Betrieb – ein Abgleiten in Strukturen wie im Nationalsozialismus verhindern kann. Ihre Vorstellungen von demokratischen Betriebsstrukturen, Mitbestimmung am Arbeitsplatz und Unternehmensbeteiligung konkretisierten Carl Backhaus und Hans Rodmann in der Firma Joh. Friedrich Behrens und entwickelten dort das Ahrensburger Modell eines demokratischen Sozialismus ohne planwirtschaftliche Züge. Das Modell der Mitbestimmung am Arbeitsplatz wurde von dem Wissenschaftler Fritz Vilmar unterstützt, aber von den Gewerkschaften als nicht zielführend abgelehnt. Backhaus hat mit seiner Carl-Backhaus-Stiftung viele Tagungen zu seinem Modell durchgeführt und Veröffentlichungen dazu herausgegeben. Er finanzierte die Carl-Backhaus-Stiftung für Demokratie in der Wirtschaft mit der Tagungsstätte „Haus am Pfefferberg“ in Großensee zum größten Teil aus seinem privaten Vermögen. Das Modell auf weitere Handwerksbetriebe auszudehnen scheiterte. Er übernahm sich finanziell, ging 1975 privat in Konkurs und verließ das Unternehmen.
Politiker haben das Ahrensburger Modell am Ort studiert. Am 29. Januar 1971 besuchte Uwe Ronneburger von der FDP und am 6. März 1972 Jochen Steffen, Vorsitzender der SPD Schleswig-Holstein, die Firma.

## Veröffentlichungen der Backhaus-Stiftung
- Carl-Backhaus-Stiftung (Hrsg.), Mitbestimmung contra Partnerschaft?, kleine cbs-Schriftenreihe Nr. 3, Ahrensburg 1971
- Carl-Backhaus-Stiftung (Hrsg.), Gesellschaftsvertrag des Modellbetriebes Joh. Friedrich Behrens, Dokumentation 1, Ahrensburg o. J. (1972).
- Walter Dürr und Mitarbeiter, Bericht über ein Seminar für Arbeiter und Angestellte eines Industriebetriebes, Dokumentation 5, Ahrensburg 1973.
- Arnulf Geißler, Das Ahrensburger Modell — ein Beispiel genossenschaftlicher Unternehmensdemokratie, in: Arnulf Geißler, Wolfgang Fricke (Hrsg.), Das Ahrensburger Modell Carl Backhaus zum 70. Geburtstag, Ahrensburg 1972, S. 41 ff.
- Walter Dürr: Das Ahrensburger Modell: Ein Beispiel genossenschaftlicher Unternehmensdemokratie
- Menschengerechte Arbeitsbedingungen in der betrieblichen Praxis : Modelle humaner Arbeitsgestaltung ; Referate, Berichte u. Materialien d. 4. Ahrensburger Forums d. Carl-Backhaus-Stiftung in Zusammenarbeit mit d. Friedrich-Ebert-Stiftung e.V. am 24. u. 25. Januar 1975 in Ahrensburg / redigiert u. hrsg. im Auftr. d. Carl-Backhaus-Stiftung von Gerd Andresen u. Wolfgang Dust
- Programm / Kampfgemeinschaft für Totale Demokratie Kampfgemeinschaft für Totale Demokratie. - Ahrensburg : Carl-Backhaus-Stiftung, 1973
- Das Ahrensburger Modell, Ahrensburg : Carl-Backhaus-Stiftung, 1972
- Das Scott-Bader-Modell - eine englische Alternative, Carl-Backhaus-Stiftung, 1973
- Demokratische Betriebsverfassungen, Ahrensburg : Carl-Backhaus-Stiftung, 1972
- Menschenwürde im Betrieb, Ahrensburg : Carl-Backhaus-Stiftung, 1972
- Vermögensbildung und Selbstbestimmung, Schritte zur Demokratisierung in der Porst-Unternehmensgruppe?, Porst, Hannsheinz: - Ahrensburg : Carl-Backhaus-Stiftung, 1972
- Von der Gewinnbeteiligung zum Gemeineigentum, Bader, Ernest. - Ahrensburg : Carl-Backhaus-Stiftung, 1972
- Mitbestimmung contra Partnerschaft?, Ahrensburg : Carl-Backhaus-Stiftung, 1971
- Monotonie in der Arbeitswelt, Ahrensburg : Carl-Backhaus-Stiftung, 1971
- Spielfilm "Vom Proletarier zum Partner", Carl-Backhaus-Stiftung, 1970

## Anerkennung
- 2018 wurde im Ahrensburger Gewerbegebiet Beimoor-Süd eine Straße nach Carl Backhaus benannt.